# Скалон Михайло Миколайович
Миха́йло Микола́йович Скало́н (19 січня 1874 — 28 лютого 1943, Прага) — російський військовий діяч, полковник (серпень 1912), генерал-майор (20 грудня 1914), генерал-лейтенант (серпень 1920). Учасник російсько-японської, Першої світової воєн та Громадянської війни в Росії у складі Добровольчої армії.

## Біографія
Закінчив Пажеський корпус (1894). На початку Першої світової війни: командир 36-го Орловського петровського полку (липень 1914 — квітень 1915). З 22 квітня 1915 командир 4-го лейб-гвардійського стрілецького полку (квітень 1915 — квітень 1917). Командир тридцять третьої піхотної дивізії (квітень 1917 — січень 1918).
У Білому русі: командир загону військ Новоросії генерал-лейтенанта Шиллінга (листопад 1919 — січень 1920). Командир зведено-гвардійської піхотної дивізії групи військ генерал-лейтенанта Бредова, брав участь у Бредівському поході (січень — березень 1920). Інтернований у Польщі. Потім з Польщі через Румунію повернувся до Криму (липень 1920). Призначений генералом Врангелем командиром 3-го армійського корпусу Російської армії (серпень — жовтень 1920). Виконувач обов'язків губернатора Таврії на період евакуації з Криму (25 жовтня — 1 листопада 1920).
В еміграції з листопада 1920 р. Спочатку жив у Болгарії, з 1925 р. — у Чехословаччині. Був членом Гвардійського об'єднання, головою Союзу георгіївських кавалерів, головою Об'єднання стрільців імператорської фамілії в Чехословаччині. З 1940 р. член Російської загальновійськової спілки в Празі. Помер у Празі.

## Нагороди
- Кавалер ордена Святого Георгія IV ступеня[1]. Нагороджений Георгіївською зброєю.